# Єпархія Гамар
Єпархія Гамар (норв. Hamar Bispedømme) — єпархія в складі Церкви Норвегії. Єпархія Гамар включає всі церкви в окрузі Іннландет, а також церкви в Луннері в окрузі Вікен. В адміністративному відношенні єпархія поділяється на 10 деканатів і 164 парафії в єпархії. Резиденція єпархії Гамар знаходиться в соборі Гамара (норв. Hamar domkirke) у місті Гамар.

## Історія
Римо-католицька єпархія Гамар була утворена в 1152 році, після відокремлення від римо-католицької єпархії Християнії. Під час протестантської Реформації в Норвегії в 1536 році архієпископ і єпископи були усунені, і єпархія Гамара знову підпорядкована єпархії Християнії в рамках нової Лютеранської церкви Норвегії. Могенс Лаурітссон був останнім римо-католицьким єпископом стародавньої єпархії Гамар.
У 1864 році була створена лютеранська єпархія Гамара, яка була відокремлена від єпархії Християнії. Галвор Олсен Фолкестад був першим єпископом цієї нової єпархії Гамар. Кафедральний собор Гамара був освячений 15 грудня 1866 року, і став резиденцією нової єпархії Гамара. 1 січня 2022 року церкви в муніципалітеті Євнакер були передані Рінгсакер прості в єпархії Тунсберга.

## Структура
Єпархія Гамара поділена на десять деканатів (норв. Prosti) в округах Іннландет і Вікен. Кожен деканат відповідає географічній території, як правило, одному або декільком муніципалітетам у межах єпархії. Кожен муніципалітет далі поділяється на одну або кілька парафій, кожна з яких містить одну або більше громад.
| Деканат (prosti)                       | Муніципалітети                                                       | Графство  | Місцезнаходження |
| -------------------------------------- | -------------------------------------------------------------------- | --------- | ---------------- |
| Гамар домпрості                        | Гамар, Льотен, Штанге                                                | Іннланнет |                  |
| Рінгсакер прості                       | Рінгсакер                                                            | Іннланнет |                  |
| Сольор, Вінгер ог Одал прості          | Конгсвінгер, Ейдског, Сьор-Одал, Норд-Одал, Ґруе, Аснес, Велер       | Іннланнет |                  |
| Сьор-Остердаль прості                  | Амот, Ельверум, Трисіль, Енґердал, Стор-Ельвдал                      | Іннланнет |                  |
| Норд-Остердаль прості                  | Тюнсет, Алвдал, Фольдал, Рендален, Толга, Ос                         | Іннланнет |                  |
| Норд-Гудбрандсдал прості               | Довре, Леша, Лом, Нод-Фрон, Сел, Скйок, Вого                         | Іннланнет |                  |
| Сьор-Гудбрандсдал прості               | Гаусдал, Ліллегаммер, Рінгебу, Сьор-Фрон, Еєр                        | Іннланнет |                  |
| Тотен прості                           | Йовік, Остре Тотен, Вестре Тотен                                     | Іннланнет |                  |
| Валдрес прості                         | Сьор-Аурдал, Норд-Аурдал, Етнедал, Ойстр Слідре, Вестре Слідре, Ванг | Іннланнет |                  |
| Гаделенд ог Ленд прості                | Гран, Сондре Ленд, Нордре Ленд                                       | Іннланнет |                  |
| Гаделенд ог Ленд прості                | Луннер                                                               | Вікен     |                  |
| Дивіться також: Список церков у Гамарі |                                                                      |           |                  |

## Список єпископів
З моменту її створення у 1864 році єпархією керували такі єпископи:
- 1864—1887: Халвор Олсен Фолкестад
- 1887—1906: Арнольдус Хілле
- 1906—1917: Крістен Брун
- 1917—1918: Отто Єнсен
- 1918—1922: Густав Йохан Фредрік Дітріхсон
- 1922—1934: Міккель Бйоннесс-Якобсен
- 1934—1942: Генрік Хілле
- 1942—1943: Георг Фальк-Гансен (призначений Національною єдністю)
- 1943—1945: Сігурд Хага (призначений Національною єдністюНаціональною єдністю)
- 1945—1947: Генрік Хілле
- 1947—1964: Крістіан Шьелдеруп
- 1964—1974: Олександр Джонсон
- 1974—1993: Георг Хілле
- 1993—2006: Розмарі Кен
- 2006—2023: Сольвейг Фіске[6]
- 2023 — тепер: Оле Крістіан Бонден